# Zoltán Ulveczki
Zoltán Ulveczki est un joueur de football hongrois né le 1er mai 1971. Il évoluait au poste de milieu offensif.
Zoltán Ulveczki a principalement joué en faveur du Debrecen VSC et du Pécsi Mecsek.
Durant, sa carrière Zoltán marqua 44 buts en 328 titularisations.
Il est une figure du club de Debrecen VSC notamment pour son but en demi-finale de Coupe Magyar Kupa et une passe décisive pour l'attaquant Alexí Montoliù.

## Carrière
| Saison    | Club             | Pays    |
| --------- | ---------------- | ------- |
| 1989–1991 | Debreceni VSC    | Hongrie |
| 1991-1996 | Pécsi MFC        | Hongrie |
| 1996-1997 | Hajdúszoboszló   | Hongrie |
| 1997–2000 | Debreceni VSC    | Hongrie |
| 1998      | → Hajdúszoboszló | Hongrie |
| 1999      | → FC Sopron      | Hongrie |